# Santa Marina di Milazzo
Santa Marina è una frazione della città metropolitana di Messina, appartenente al comune di Milazzo, che conta circa 3 000 abitanti. L'etimologia del nome "Santa Marina" è dovuta alla presenza della chiesa parrocchiale di Santa Marina Vergine di Bitinia, edificata nel 1646. La morfologia del terreno è prettamente pianeggiante e la vegetazione arborea tipica della zona è costituita dall'ulivo. Caratteristica era la coltura della zona, tra il Cinquecento ed il Settecento, costituita prevalentemente da gelseti per la produzione dei bachi da seta.

## Storia
Santa Marina ai tempi del feudalesimo costituiva la Baronia di San Basilio e si estendeva da mare a ovest, sino a limitare col Feudo di San Pietro ad Est, mentre a Sud dal terreno acquitrinoso vicino al torrente Mela fino, verso Nord, ad un confine non ben precisato oltre la Via Rio Rosso. La zona dal secolo XVII divenne Baronia della nobile famiglia dei Piaggia (nobili impiantatisi in Sicilia nel Cinquecento) cui appartenne il celebre scrittore e storico milazzese Barone Giuseppe Piaggia di Santa Marina (1822-1871). Durante l'Ottocento nei numerosi feudi di Santa Marina vennero piantate decine di vigneti, i quali rifornivano di vino e di uva da tavola l'intera piana di Milazzo. In Via Badessa negli anni quaranta, durante la costruzione della linea tranviaria Messina/Barcellona, fu impiantata una piccola stazione ferroviaria, per dare uno slancio all'economia della zona. Alla fine degli anni ottanta la stazione fu smantellata, a causa del calo di affluenza di merci e persone. In Via Santa Marina ha sede l'ufficio postale, la scuola elementare, alcune botteghe e piccole attività.

## Monumenti e luoghi d'interesse

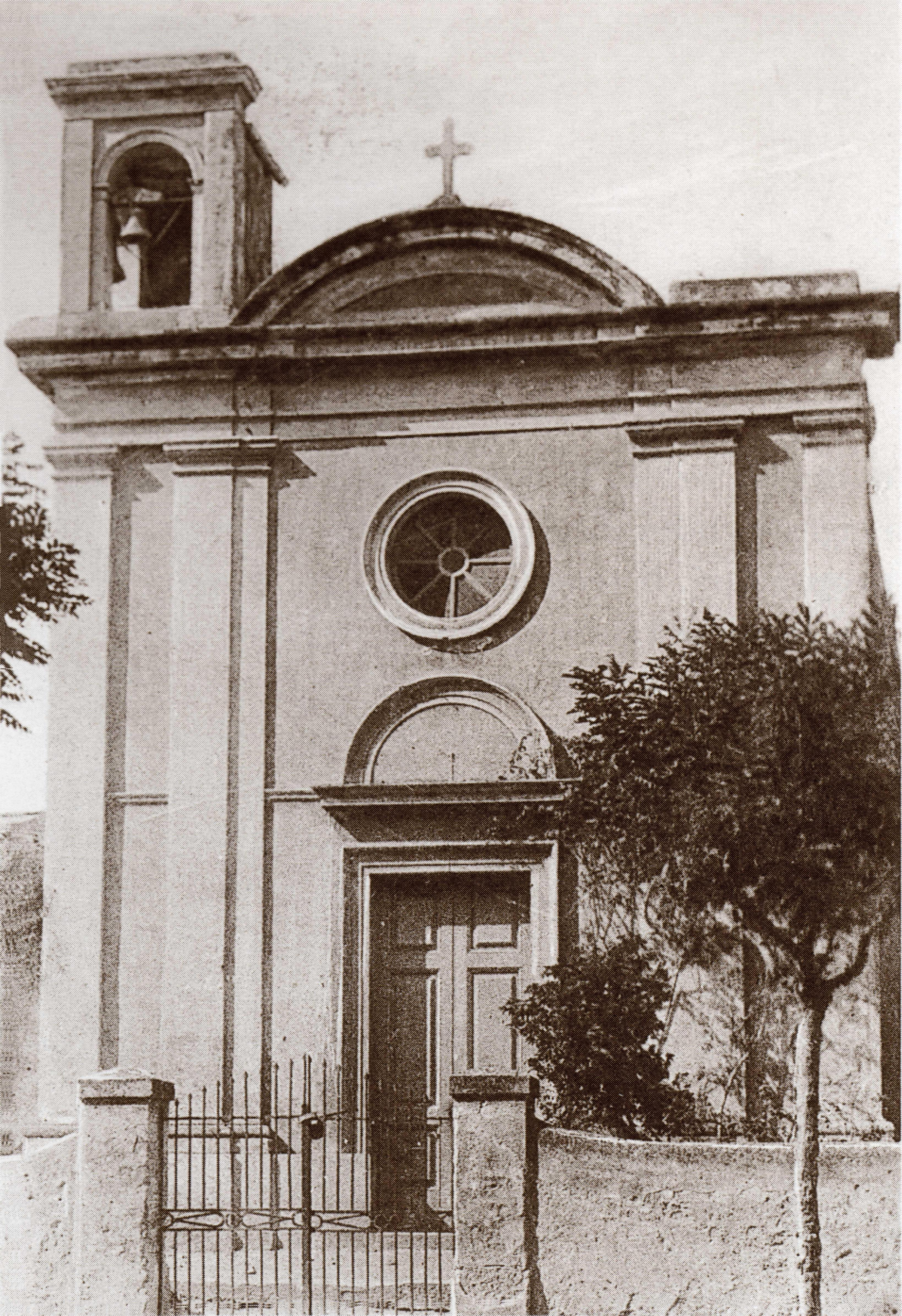
Facciata della chiesa di Santa Marina di Milazzo nel 1937.

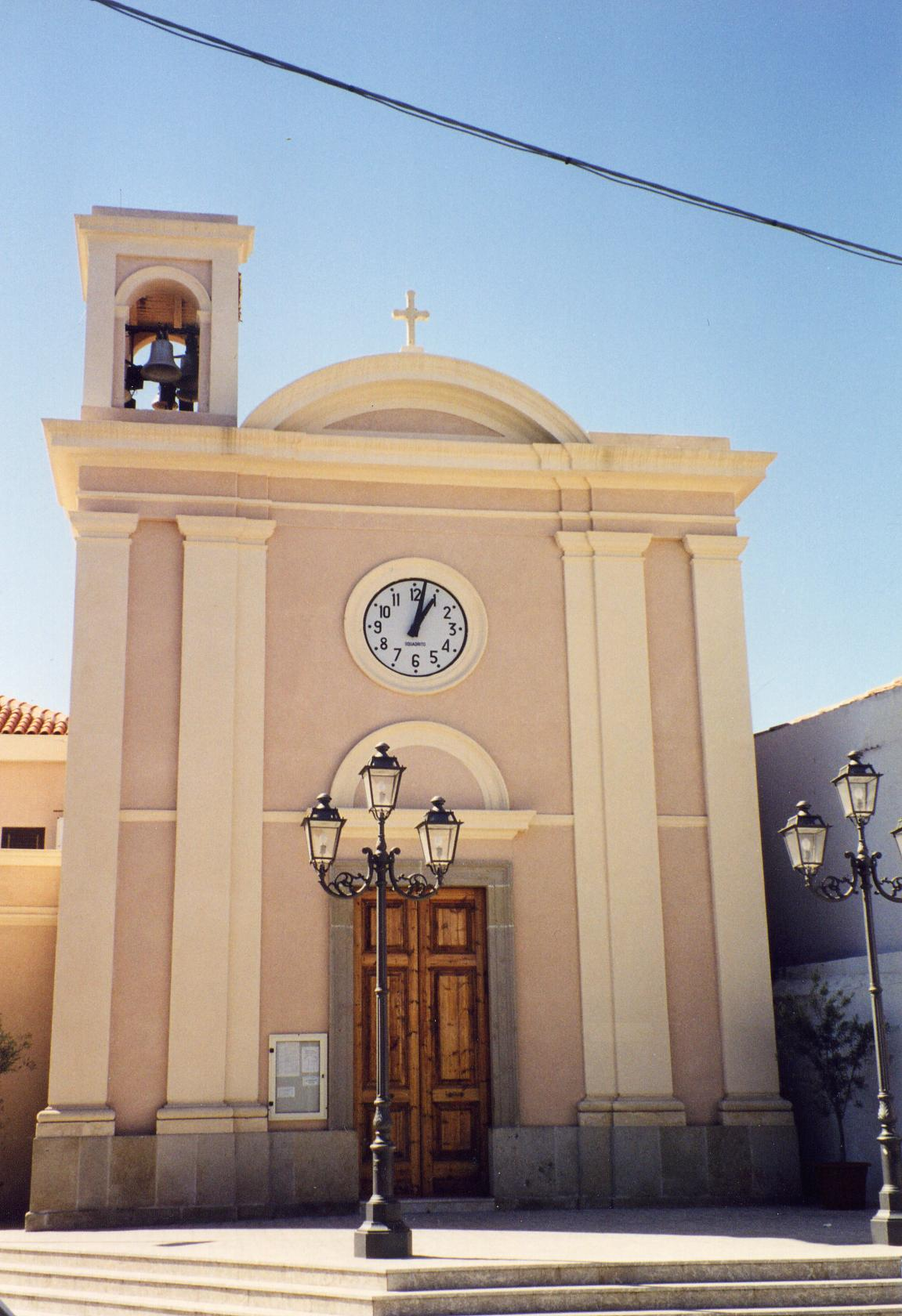
Facciata della chiesa di Santa Marina di Milazzo.

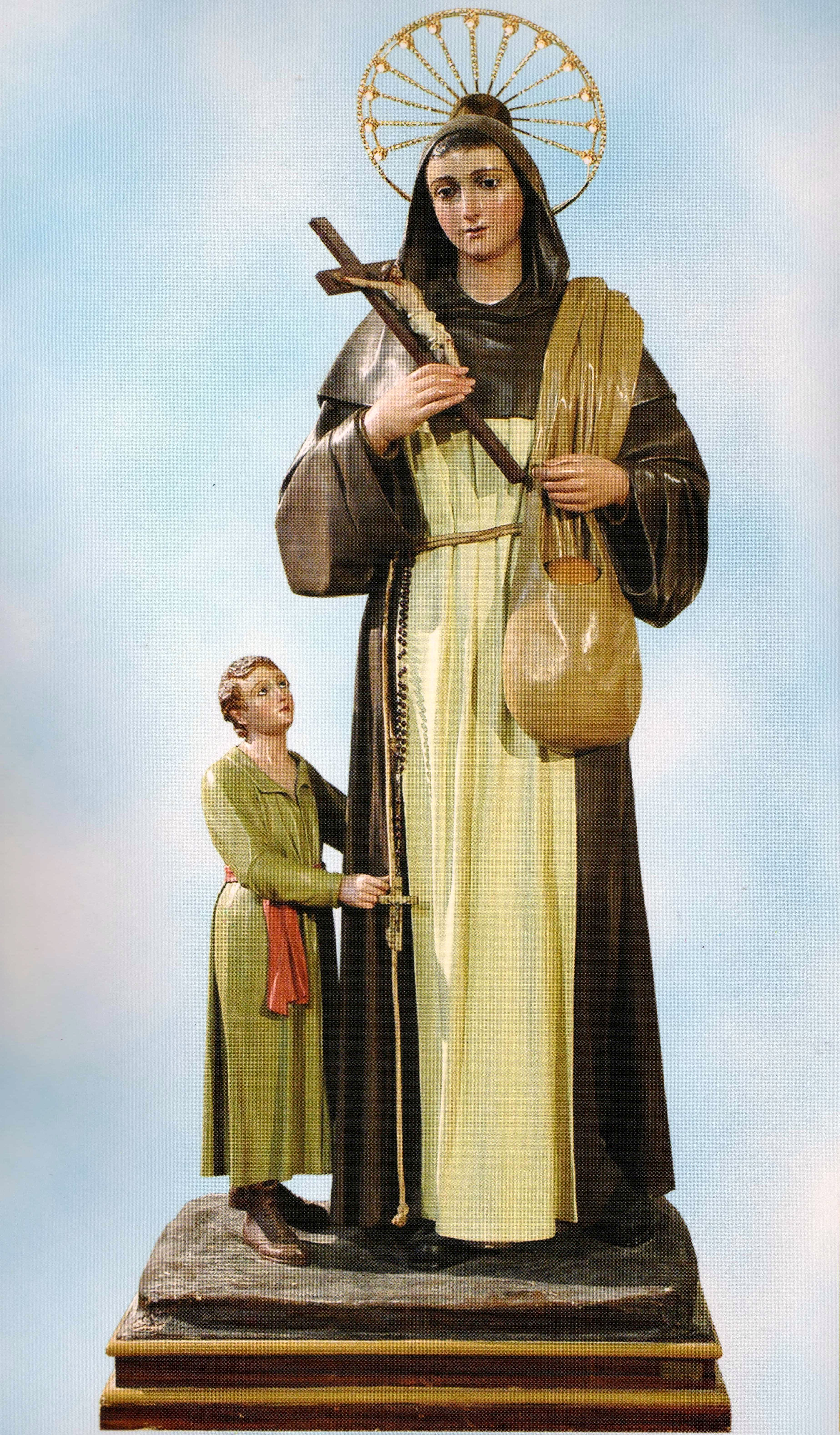
Simulacro in cartapesta di Santa Marina Vergine di Bitinia venerato a Santa Marina di Milazzo (Messina).

### Chiesa di Santa Marina Vergine
La chiesa di Santa Marina Vergine fu edificata durante la dominazione normanna intorno al secolo XII. In questo periodo vi erano due chiese: una dedicata a Santa Marina Vergine e l'altra a San Basilio Magno. L'attuale chiesa parrocchiale molto probabilmente è nata proprio dalla fusione delle due chiese. È certo che la chiesa sia stata riedificata nel 1646, e che originariamente era un piccolo quadrato che accoglieva appena un centinaio di persone. Nel 1894 la chiesa fu gravemente danneggiata nella parte occidentale e nella facciata da un terremoto e fu chiusa per due anni in attesa delle riparazioni.  Nel 1896 si mise mano ai lavori che la portarono alle attuali proporzioni, fu ampliata e acquistò l'attuale lunghezza di 19 m e la larghezza media di 8 m. L'interno della chiesa è ad un'unica navata, e presenta opere d'arte di alto interesse, tra i quali: tre quadri di inizio Ottocento raffiguranti rispettivamente, San Francesco di Paola, Santo Stefano Protomartire e San Biagio Vescovo e Martire, sono opera del messinese Salvatore Caggiano. L'altare maggiore fu rifatto in marmo col contributo di tutti i fedeli nel 1896, a destra vi è il fonte battesimale in marmo bianco. Il ciborio, opera del 1602 fu scolpito in legno da Vincenzo Paolo da Milazzo e rivestito da un sottilissimo strato di oro zecchino. È storicamente certo che sia stato ceduto dai domenicani della chiesa di Nostra Signora del Santo Rosario di Milazzo. All'interno della chiesa si può ammirare un quadro ad olio della Santa Patrona, sempre opera del messinese Salvatore Caggiano. Nelle pareti della chiesa vi sono quattro nicchie, all'interno delle quali sono conservati alcuni simulacri. Entrando, sulla destra vi sono i simulacri del Sacro Cuore di Gesù (scolpito in cartapesta e legno nel 1928) e del SS. Crocifisso (scolpito in cartapesta e legno nel 1914), mentre sulla sinistra vi sono i simulacri di Maria SS. Ausiliatrice (scolpito in cartapesta e legno nel 1926) e di Santa Marina Vergine di Bitinia (scolpito in cartapesta e legno nel 1926 da Luigi Guacci da Lecce). Il 7 agosto 2010 è stato donato alla chiesa parrocchiale di Santa Marina un antico simulacro in cartapesta ottocentesco raffigurante la Beata Vergine Maria del Monte Carmelo, che successivamente è stato restaurato e collocato definitivamente in chiesa. L'abside e la volta sono affrescate con affreschi di Giovanni Biondo, eseguiti nel 1959. Tra febbraio e aprile 2007 la chiesa è stata oggetto di importanti restauri

### Altre chiese
- Chiesa di Maria SS. della Stella: in Via Stella a Santa Marina di Milazzo si trova la piccola chiesa di Maria SS. della Stella, appartiene alla famiglia D'Amico. Fu edificata probabilmente nella prima metà del Settecento, al suo interno si trovava un quadro raffigurante Maria SS. della Stella risalente al 1756. La semplice facciata presenta al centro un portone cinto da modeste decorazioni, in cima a sinistra vi è il piccolo campanile a vela. La chiesa è ubicata accanto alla masseria D'Amico, esteso complesso rurale con annessa una casa gentilizia, magazzini ed abitazioni per contadini.
- Chiesa di San Michele Arcangelo: in Via Due Bagli a Santa Marina di Milazzo si trova la piccola chiesa di San Michele Arcangelo, appartiene alla famiglia D'Amico. Fu edificata agli inizi del Settecento, e restaurata durante l'Ottocento. La semplice facciata presenta un campanile a vela sulla sinistra. All'interno della chiesa vi è l'altare maggiore in muratura, ancora quasi intatto nonostante il degrado e lo stato di abbandono. Sulla sommità dell'Altare Maggiore vi era un quadro trafugato negli anni Settanta. Sul pavimento vi è una lapide marmorea risalente al 1890. La chiesa purtroppo versa in uno stato di totale abbandono e necessita di molteplici restauri.
- Chiesa della famiglia Bonaccorsi: in via dei Gigli si trova la piccola chiesa appartenente alla famiglia Bonaccorsi, edificata nell'Ottocento, accanto al palazzo di famiglia. La facciata si presenta in stile barocco, con campanile a vela sulla destra. All'interno della chiesa vi è l'altare maggiore in marmi policromi, ed alcuni pezzi di affreschi sulle pareti. Nel corso degli anni la chiesa è stata oggetto di continui furti che l'hanno quasi completamente spogliata.
- Palazzo D'Amico: si trova in via Santa Marina, dirimpetto Piazza Pozzo; opera ottocentesca rimasta incompiuta, in stile neoclassico.
- Palazzo Bevacqua: si trova in Via Feliciata. Fu progettato dall'ingegnere Giuseppe Ryolo nel 1904. Il palazzo è arricchito all'interno da un vivace ciclo di affreschi in stile liberty. La facciata del palazzo si presenta in stile neorinascimentale.
- Casa Di Salvo: si trova in via Santa Marina accanto all'ufficio postale; al piano superiore ospita la Cappella dedicata a Sant'Anna, realizzata negli anni Venti. La statua è stata poi trasferita, dagli stessi proprietari, nella loro nuova casa a Barcellona Pozzo di Gotto.
- Cappella di Maria SS. delle Lacrime: si trova in via Bastione. Fu edificata nel 1955 su un piccolo terreno. Esternamente la cappella circondata da un muretto si presenta edificata in stile moderno, con un piccolo campanile a vela arretrato sulla sinistra.
- Icona di Maria SS. del Tindari: si trova in via Spiaggia di Ponente. Fu edificata nel 1883 e ricostruita nel marzo del 1955 dopo la mareggiata del 4 febbraio dello stesso anno.
- Icona di San Pio da Pietrelcina: è un simulacro del santo cappuccino sito in piazza Pozzo dal 2009.

## Cultura

### Biblioteche
Nei locali della chiesa parrocchiale di Santa Marina ha sede la biblioteca parrocchiale "Sac. Corso Francesco", la quale dispone di circa 8.000 libri.

### Eventi
Le principali manifestazioni che si svolgono a Santa Marina sono:
- 6 gennaio: processione del Bambino Gesù per le vie di Santa Marina, con celebrazione della messa;
- 2 febbraio: festa della Candelora o della presentazione di Gesù al Tempio, con celebrazione della messa;
- 3 febbraio: festa liturgica di san Biagio Vescovo e Martire, con celebrazione della messa durante la quale viene benedetto il pane e viene impartita la benedizione alla gola;
- 4 febbraio: festa liturgica di santa Maria De Mattias fondatrice della congregazione delle Suore Adoratrici del Sangue di Cristo, con celebrazione della messa;
- 11 febbraio: festa liturgica di Nostra Signora di Lourdes, con celebrazione della messa;
- Domenica delle palme: benedizione delle palme e dei ramoscelli di ulivo;
- Mercoledì Santo: processione penitenziale del   Crocifisso che viene portato per le vie di Santa Marina su un'artistica vara;
- Venerdì Santo: Via Crucis vivente;
- Pasqua:  messe con battesimi;
- 13 maggio: festa liturgica di Madonna di Fátima, con celebrazione della messa;
- 24 maggio: festa liturgica di Maria SS. Ausiliatrice, con celebrazione della messa;
- Corpus Domini: processione alla chiesa madre di Milazzo Santo Stefano Protomartire, con celebrazione della messa;
- Venerdì successivo alla solennità del Corpus Domini: festa liturgica del Sacro Cuore di Gesù, con celebrazione della messa;
- 18 giugno: solennità di Santa Marina Vergine di Bitinia, con Solenne Celebrazione Liturgica. La domenica successiva il 18 giugno Solenne Processione per le vie di Santa Marina;
- 16 luglio: festa liturgica della beata Vergine Maria del Monte Carmelo, con celebrazione della messa;
- 26 luglio: festa liturgica dei SS. Anna e Gioacchino, con celebrazione della messa;
- Primo sabato di agosto: sagra della melanzana, che si tiene tutti gli anni presso  piazza Pozzo a Santa Marina dal 1988, con degustazione di piatti tipici a base di melanzane;
- 30 agosto: festa di Maria SS. delle Lacrime di Siracusa, con Solenne Processione e celebrazione della messa presso l'Icona in Via Bastione;
- 8 settembre: solennità di Maria SS. del Tindari, Solenne Processione e celebrazione della messa presso l'Icona in Via Ponente;
- 23 settembre: festa liturgica di san Pio da Pietrelcina, con celebrazione della messa in Piazza Pozzo presso l'immagine del Santo;
- 8 dicembre: festa liturgica di Maria SS. Immacolata, con celebrazione della messa;
- Natale: novena,  messa la notte del 24 dicembre e pesca di beneficenza;
- 26 dicembre: festa liturgica di santo Stefano Protomartire patrono e protettore della Città di Milazzo, con celebrazione della messa.

## Sport

### Calcio
Sulle ceneri della compagine locale di calcio (Santa Marina), che aveva militato fin dai decenni precedenti nelle categorie minori, nel 1981 è stata fondata la Polisportiva Duilia '81, che ha militato a lungo in Terza Categoria, per poi essere promossa, nel nuovo millennio, in Seconda, e infine giungere in Prima Categoria nel 2015. Dopo lunghi anni in cui la formazione locale di calcio aveva giocato su campi ricavati dall'area demaniale del lungomare di Ponente, dal 1996 Santa Marina dispone di un campo da gioco comunale, dove la Pol. Duilia disputa le proprie gare interne.